# Myzomela cardinalis
Myzomela cardinalis е вид птица от семейство Meliphagidae.

## Разпространение
Видът е разпространен в Американска Самоа, Вануату, Нова Каледония, Самоа и Соломоновите острови.